# Changeling
Pour les articles homonymes, voir Changeling (homonymie).
 (février 2013).
Dans le folklore européen, un changeling ou changelin est un leurre laissé par les fées, trolls, elfes ou autres créatures du Petit peuple à la place d'un nouveau-né humain qu'elles enlèvent.

## Terminologie et étymologie
En français, les termes modernes utilisés sont « changeling »  emprunté à l'anglais ou bien « changelin » , un anglicisme inventé par les folkloristes. Anciennement, le français comprenait les très vieux termes chanjon et changeon.
Le terme anglais changeling  est attesté dès le XVIe siècle. Il est formé du nom change et du suffixe diminutif -ling. Le nom change, attesté en anglais vers 1200, est emprunté à l'ancien français change, cange (verbe changier) signifiant « troc, échange » ; lui-même dérivé du latin cambīre (même sens) ; lui-même d'origine celtique.
Le terme anglais changeling a le sens « d'objet ou chose laissée à la place d'une chose subtilisée » vers 1560 ; et ce changeling a le sens moderne de « nourrisson ou jeune enfant laissé par les fées » vers 1580.
Anciennement, en vieil anglais, le changeling était désignée par le terme oaf (pluriel oaves) aussi écrit auf, auph, oph, ouphe, aulf. Ce terme d'origine scandinave est encore attesté en anglais au XVIIe siècle. Il dérive du vieux norrois álfr (pl. álfar) avec le sens « elfe » ou au figuré de « personne stupide ». Oaf prenait aussi le sens de « bâtard, idiot malformé ».
Les plus anciennes mentions d'enfants « changés » dateraient du début du XIe siècle. Dans la légende de Saint Étienne décrite dans une Vita Fabulosa des Xe – XIe siècles, Satan (le personnage de la fée diabolisée, selon Doulet) vole un enfant et laisse à sa place une statuette (idolum).

## Présentation

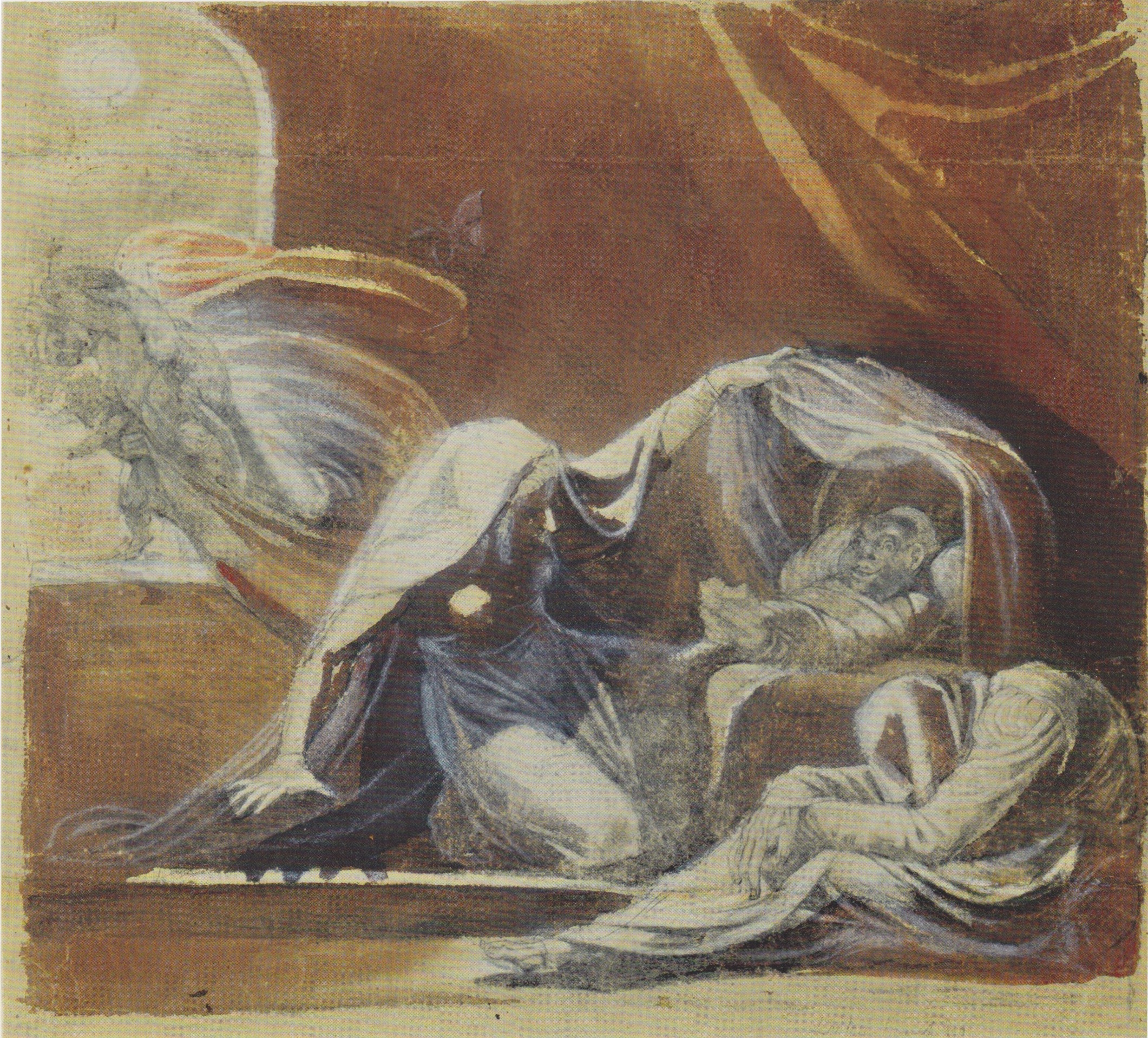
Johann Heinrich Füssli, Le Changeling, 1780

On trouve l'évocation des changelings essentiellement dans les folklores irlandais, écossais et scandinave. 
Les parents dont l'enfant était ainsi victime de substitution pouvaient reconnaître le changeling suivant différentes méthodes. Une coutume irlandaise veut par exemple qu'on puisse pousser un changeling à se dévoiler en piquant sa curiosité (par exemple, en faisant bouillir des coquilles d'œufs, ce qui poussera ce dernier, tout étonné, à écrire son âge et son origine). Dans certains villages anglais, les changelings étaient également réputés « brûler » comme du bois si on les mettait au feu — ce qui a conduit à des massacres d'enfants, probablement non désirés ou frappés de diverses tares physiques, sous le prétexte qu'ils auraient été des changelings et non des enfants humains[réf. nécessaire]. Au XIXe siècle encore, on parle d'enfants maltraités parce qu'on les regardait comme des changelings issus du Diable.

### Scandinavie
Dans le folklore scandinave, on dit que ces créatures ont généralement peur du fer, c’est pourquoi les parents de ces pays avaient souvent coutume de placer un objet en fer comme une paire de ciseaux ou un couteau au-dessus du berceau d'un enfant non baptisé. On croyait que si, en dépit de ces précautions, un enfant humain était pris, les parents pouvaient forcer l'enfant à revenir en traitant cruellement le changeling, et ils utilisaient des méthodes comme des coups de fouet ou même mettaient le changeling dans un four chauffé. Dans un cas au moins, une femme a été poursuivie en justice pour avoir tué son enfant dans un four.

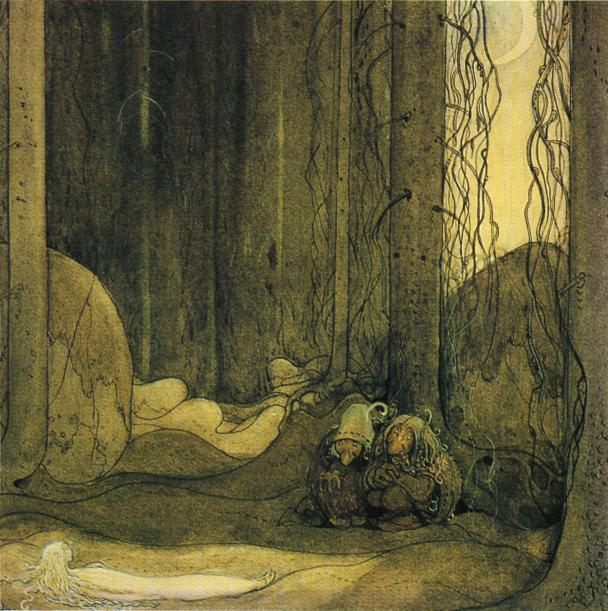
John Bauer, Deux trolls avec leur changeling, 1913

Dans un conte de changeling suédois, on conseille à la mère humaine de brutaliser le changeling pour que les trolls lui rendent son fils, mais elle refuse, incapable de maltraiter un enfant innocent bien qu’elle connaisse sa nature. Lorsque son mari exige qu'elle abandonne le changeling, elle refuse, et il quitte sa femme — après quoi il rencontre son fils dans la forêt, errant en liberté. Le fils explique : comme sa mère n'a jamais été cruelle envers le changeling, la mère troll n'a jamais été cruelle envers lui, et quand sa mère a sacrifié ce qu’elle avait de plus cher, son mari, les trolls ont compris qu'ils n'auraient aucun pouvoir sur elle et ont relâché l’enfant.
Dans un autre conte de fées suédois, une princesse est enlevée par des trolls et remplacée par leur propre progéniture contre la volonté de la mère trolle. Chacun des changelings grandit avec ses nouveaux parents, mais tous les deux ont du mal à s'adapter : la fille humaine éprouve du dégoût envers son futur époux, un prince troll, tandis que la jeune trollesse s’ennuie de la vie qu’elle mène et du caractère ennuyeux de son futur mari, un humain. Refusant les vies qu'on leur destine, toutes les deux s'égarent dans la forêt, et se croisent sans s'en rendre compte. La princesse arrive ainsi au château où la reine la reconnaît immédiatement. L'autre fille tombe sur une femme trolle qui pousse des jurons en travaillant ; elle s’écrie alors que cette femme trolle est beaucoup plus amusante que tous les autres gens qu'elle a jamais vus, et sa mère est tout heureuse de voir que sa vraie fille est revenue. La fille humaine et la fille trolle se marient le même jour et sont heureuses.

### Irlande
Dans certaines parties d'Irlande, les gauchers étaient parfois désignés comme des fées changeling.

### Espagne
Le folklore asturien contient un grand nombre de légendes sur des enfants échangés, échanges qu'on attribue fréquemment aux xanas ou injanas, sortes de créatures féeriques, belles mais pas toujours bienveillantes ; elles remplacent les bébés humains par leurs xanines, pour qu'une mère humaine les baptise et les allaite. Le folkloriste Aurelio del Llano (es) a recueilli, entre autres, cette légende :
Une femme de Vidiago, dans la commune de Llanes, était en train de nettoyer de ses mauvaises herbes un champ de maïs à côté de la grotte de Santa Marina. Sur le bord du terrain où elle se trouvait, elle avait placé son enfant couché dans une grande corbeille sans anse à l'ombre d'un cerisier. Quand il commença à faire nuit, elle reprit la corbeille avec l'enfant, la replaça au-dessus de sa tête et se mit en route vers sa maison. Mais avant d'arriver, elle se rendit compte du changement. Alors elle revint à la grotte de Santa Marina et dit :

« — Injana mora, rends-moi mon enfant et prends le tien. L’injana répondit :
— Apporte-le ici, méchante femme, je ne te l'ai pas donné pour que tu me l'élèves, je te l'ai donné pour que tu me le baptises. »

## Art et littérature
Le thème du changeling a été maintes fois transposé dans la littérature et à l'écran.
- My Little Pony : Les amies, c'est magique, série télévisée de Hasbro. Dans l'épisode 26 qui clôt la 2e saison, les héroïnes doivent affronter des Changelings analogues à des vampires psychiques se nourrissant de sentiments amoureux. Ces métamorphes sont représentés comme des équidés noirâtres affublés de cornes, de crocs et d'ailes insectoïdes.
- Changeling, en français L'Échange, film réalisé par Clint Eastwood (2008).
- Supernatural, saison 3, épisode « The kids are alright » (2007).
- The Child Who Went with the Fairies de Sheridan Le Fanu.
- Les Royaumes des fées de Sylvia Townsend Warner.
- La série Adjaï aux mille visages, de Aquilegia Nox, aux éditions PVH.
- Le Changelin de Marie-Aude Murail.
- Le Changelin, cycle Les Fey de Kristine Kathryn Rusch (1996).
- La trilogie de Lyonesse de Jack Vance (1983).
- La Légende du Changeling de Pierre Dubois et Xavier Fourquemin (2008) chez Le Lombard.
- Il a donné naissance à un jeu de rôle : Changelin : Le Songe et sa seconde version Changeling: The Lost.
- Changelins – Tome 1 : Évolution, de Sophie Dabat, aux éditions BlackBook.
- Daisy (film, 2008), réalisé par Aisling Walsh.
- Les 13 trésors de Michelle Harrison.
- Dans la série Merlin, la princesse que doit épouser le prince Arthur, et qui a de mauvaises manières, la princesse Elena, est un changelin.
- The Changeling, chanson de The Doors (1971).
- Changeling est un épisode bonus de Fairy Tail, dans lequel les personnages permutent de corps à cause d'un sortilège ancien.
- La Princesse Maudite, Julie Kagawa.
- The Changeling, en français L'Enfant du diable, un film de Peter Medak (1980).
- Le Clan des chimères, une série de bandes dessinées (2001–2007) d'Éric Corbeyran pour le scénario et Michel Suro au dessin. Le fils de Payen de Roquebrune et son épouse Gwenaldren est un changelin déposé par des kobolds en échange d'Abeau, leur véritable fils, qui deviendra un enjeu de pouvoir.
- Changelin, nom d’une unité zerg, dans le jeu vidéo StarCraft 2: Wings of Liberty, qui reprend la caractéristique de pouvoir changer d’apparence.
- Changelin est le nom d'un personnage métamorphe dans la série animée Les Jeunes Titans.
- Changeling est le nom d'un personnage secondaire, changeant de sexe dans la bande dessinée Freaks' Squeele de Florent Maudoux
- Le Changeling, au centre de la discorde, entre Obéron et Titania dans Le Songe d'une nuit d'été de Shakespeare.
- Le Sanctuaire, réalisé par Corin Hardy
- Un Changeling apparait dans l'épisode 10 de la saison 1 de Outlander
- Dans le jeu Tomb Raider : Sur les traces de Lara Croft, des Changelings apparaissent dans l'épisode irlandais. Ce sont de petites créatures semblables à des bébés qui craignent le fer.
- La saison 2 de la série Jordskott met en scène une adaptation de la légende : une sorcière, sous l'identité d'une sage-femme, remplace des enfants mort-nés par ceux d'un peuple mystérieux - physiquement assez semblables aux humains - pour les sauver de l'extinction.
- Dans Destin : La Saga Winx, le personnage Bloom est un changeling. Née fée, elle a été échangée avec le bébé d'un couple d'humains.
- Dans le chapitre "Le cadavre" du tome 3 du comic Hellboy, Le Cercueil enchaîné,le protagoniste Hellboy affronte Gruagach, un changeling qui a pris la place du bébé d'un couple de paysans en Irlande. La créature se voit découverte quand Hellboy lui présente un fer à cheval qui le brûle à son contact.
- Une série de livres intitulée Jack Spark, possédant 5 tomes et de style fantastique, est consacrée à ce processus et le personnage principal est un leurre déposé par une fée.
- Dans le roman Le Cinquième enfant (The Fifth Child) de Doris Lessing, Alice pense que le cinquième nouveau-né, Ben, est un changeling, en raison de l’horreur qu’il inspire autour de lui.
- Dans la série télévisée islandaise Katla, le thème du changeling est abordé pour expliquer les phénomènes surnaturels en lien avec l'éruption du volcan.
- Dans la série télévisée Les Contes d'Arcadia, les Changelins sont des trolls pouvant prendre l'apparence d'êtres humains.
- Dans le film Les Guetteurs, réalisé par Ishana Night Shyamalan
- Dans le film The Only Child - L'Enfant unique de Lee Cronin.